# Iluros de azometina

Estructura general de los iluros de azometina

Los iluros de azometina son 1,3-dipolos a base de nitrógeno, que consta de un ion de iminio junto a un carbanión. Se utilizan en reacciones de cicloadición 1,3-dipolar para formar heterociclos de 5 miembros, incluyendo pirrolidinas y pirrolinas. Estas reacciones son altamente estereo- y regioselectivas, y tienen el potencial para formar cuatro nuevos estereocentros contiguos. Por lo tanto, los iluros de azometina tienen gran utilidad en síntesis y formación de ligandos quirales y productos farmacéuticos. Los iluros de azometina pueden ser generados a partir de muchas fuentes, incluyendo aziridinas, iminas, y iminios. A menudo se generan in situ, e inmediatamente se hacen reaccionar con dipolarófilos.

## Estructura
Las estructuras de resonancia de abajo muestran la contribución del 1,3-dipolo, en la que los dos átomos de carbono adyacentes al nitrógeno tienen una carga negativa o positiva. La representación más común de los iluros de azometina es aquella en la que el nitrógeno está cargado positivamente, y la carga negativa se comparte entre los dos átomos de carbonos. Las contribuciones relativas de las diferentes estructuras de resonancia dependen de los sustituyentes en cada átomo. El carbono que contiene sustituyentes aceptores de electrones tendrá una carga negativa parcial mayor, debido a la capacidad del grupo aceptor de electrones cercano para estabilizar la carga negativa.
Tres formas iluro diferentes son posibles, cada una dando lugar a diferente estereoquímica en los productos de reacciones de cicloadición 1,3-dipolar. Iluros en forma de W, en forma de U, y en forma de S son posibles. Los iluros en forma de W y en forma de U, en la que los sustituyentes R están en el mismo lado, dan como resultado productos de cicloadición syn, mientras que iluros en forma de S dan productos de cicloadición anti. En los ejemplos de abajo, el sustituyente R3 no tiene una regioselectividad clara en el producto ya que depende del impedimento estérico del sustituyente y la naturaleza electrónica (véase regioselectividad de reacciones de cicloadición 1,3 dipolar). La estereoquímica de R1 y R2 en el producto de cicloadición deriva de la del 1,3-dipolo. La estereoquímica de R3 se deriva de la del dipolarófilo - si el dipolarófilo es más de mono-sustituido (y proquiral), hasta cuatro nuevos estereocentros puede resultar en el producto final.

## Generación de iluros de azometina

### A partir de aziridinas
Los iluros de azometina se pueden generar a partir de la reacción de apertura de anillo de aziridinas. Según las reglas de Woodward-Hoffmann, la apertura térmica de un anillo de 4-electrones da el producto a través de un proceso de conrotatorio, mientras que la reacción fotoquímica es disrotatoria.

### Por condensación de un aldehído con una amina
Uno de los métodos más fáciles de formar iluros de azometina es por condensación de un aldehído con una amina. Si la amina contiene un grupo aceptor de electrones en el carbono alfa, tal como un éster, la desprotonación se produce fácilmente. Una posible desventaja de usar este método es que el éster termina en el producto de cicloadición. Una alternativa es utilizar un ácido carboxílico, que puede ser fácilmente eliminado durante el proceso de cicloadición por descarboxilación.

### A partir de iminas e iones iminio
Los iluros de azometina también se pueden formar directamente por desprotonación de iones iminio.

#### Por N-metalación
Los metales utilizados en esta reacción incluyen LiBr y AgOAc. En este método, el metal se coordina con el N con el fin de activar el sustrato para la desprotonación. Otra manera de formar iluros de azometina de iminas es por tautomerización y por alquilación.

## Reacciones de cicloadición 1,3-dipolar
Como con otras reacciones de cicloadición de 1,3-dipolos con un sistema π, la cicloadición 1,3-dipolar utilizando un iluro de azometina es un proceso de 6-electrones. De acuerdo con las reglas de Woodward-Hoffmann, esta adición es suprafacial con respecto tanto del dipolo como del dipolarófilo. La reacción es generalmente vista como concertada (los dos enlaces carbono-carbono se están formando al mismo tiempo), pero de forma asíncrona. Sin embargo, dependiendo de la naturaleza del dipolo y dipolarófilo, intermedios birradical o de ion híbrido son posibles. El producto endo es generalmente favorecido, como en la reacción de Diels-Alder. En estas reacciones, el iluro de azometina es típicamente el HOMO y el dipolarófilo deficiente en electrones el LUMO. 
Reacciones de cicloadición 1,3-dipolar de iluros de azometina utilizan comúnmente alquenos o alquinos como dipolarófilos, para formar pirrolidinas o pirrolinas, respectivamente. Una reacción de un iluro de azometina con un alqueno se muestra arriba, y da como resultado una pirrolidina.